# Wang Jingchun
Wang Jingchun, né le 12 février 1973 à Altay (région autonome du Xinjiang), en Chine, est un acteur chinois de cinéma et de télévision.
En 2013, il remporte le prix du meilleur acteur au 26e Festival international du film de Tokyo.

## Biographie
En 2013, lors du 26e Festival international du film de Tokyo il remporte le prix du meilleur acteur pour Vivre et mourir à Ordos.
En 2019 lors du 69e Festival de Berlin il remporte l’Ours d'argent du meilleur acteur pour So Long, My Son.
En juin 2019, lors du 22e Festival international du film de Shanghai, il fait partie du jury du réalisateur turc Nuri Bilge Ceylan.

## Filmographie

### Au cinéma
- 2008 : Wu fa jie ju
- 2009 : Feng kuang de mei gui
- 2011 : 11 Fleurs : Papa
- 2011 : Sacrifices of War : Chinese Soldat (en tant que Wang Jingchun)
- 2012 : Love : Ge Ting (Beijing cop)
- 2012 : Shi er xing zuo li qi shi jian
- 2012 : You-Zhong
- 2013 : Vivre et mourir à Ordos : Hao Wanzhong
- 2014 : Black Coal : Rong Rong
- 2014 : Cong cong na nian : Chinese teacher
- 2014 : The Golden Era (Huang jin shi dai) : Landlord Laohuang
- 2015 : Ca qiang zou huo : Gao Dashang
- 2015 : Tan ling dang an
- 2015 : Wo shi zheng ren : Lu Li
- 2016 : Time Raiders : Wu Sanxing
- 2017 : Mei hao de yi wai : Station Master Wang
- 2017 : The Founding of an Army : He Long
- 2017 : Yin bao zhe : Xu Feng
- 2018 : Tuo shen
- 2018 : Ying : Lu Yan
- 2019 : So Long, My Son (Di jiu tian chang) : Yaojun Liu
- 2019 : The Climbers

## Récompenses et distinctions
- Festival international du film de Tokyo 2013 : meilleur acteur pour Vivre et mourir à Ordos (Jing cha ri ji)
- Berlinale 2019 : Ours d'argent du meilleur acteur pour So Long, My Son[1].